# Millicent Preston-Stanley
Millicent Preston-Stanley (9 septembre 1883 - 23 juin 1955) est une féministe et femme politique australienne. Elle fut la première femme membre de l'Assemblée législative de la Nouvelle-Galles du Sud.